# Canal de la Gachère
Le canal de la Gachère ou canal de la Bauduère est un petit canal de 10 km environ qui relie le port des Sables-d'Olonne à la Vertonne, petite rivière autrefois navigable qui se jette dans l'Océan Atlantique un peu au nord des Sables, au lieu-dit la Gachère.
Il existe un ouvrage de garde sur ce canal à Chartran.